# Aramunt
Aramunt es una entidad de población perteneciente al municipio de Conca de Dalt, provincia de Lérida, Cataluña. En 2005 su población estaban censados en este núcleo de población 103 habitantes.

## Historia

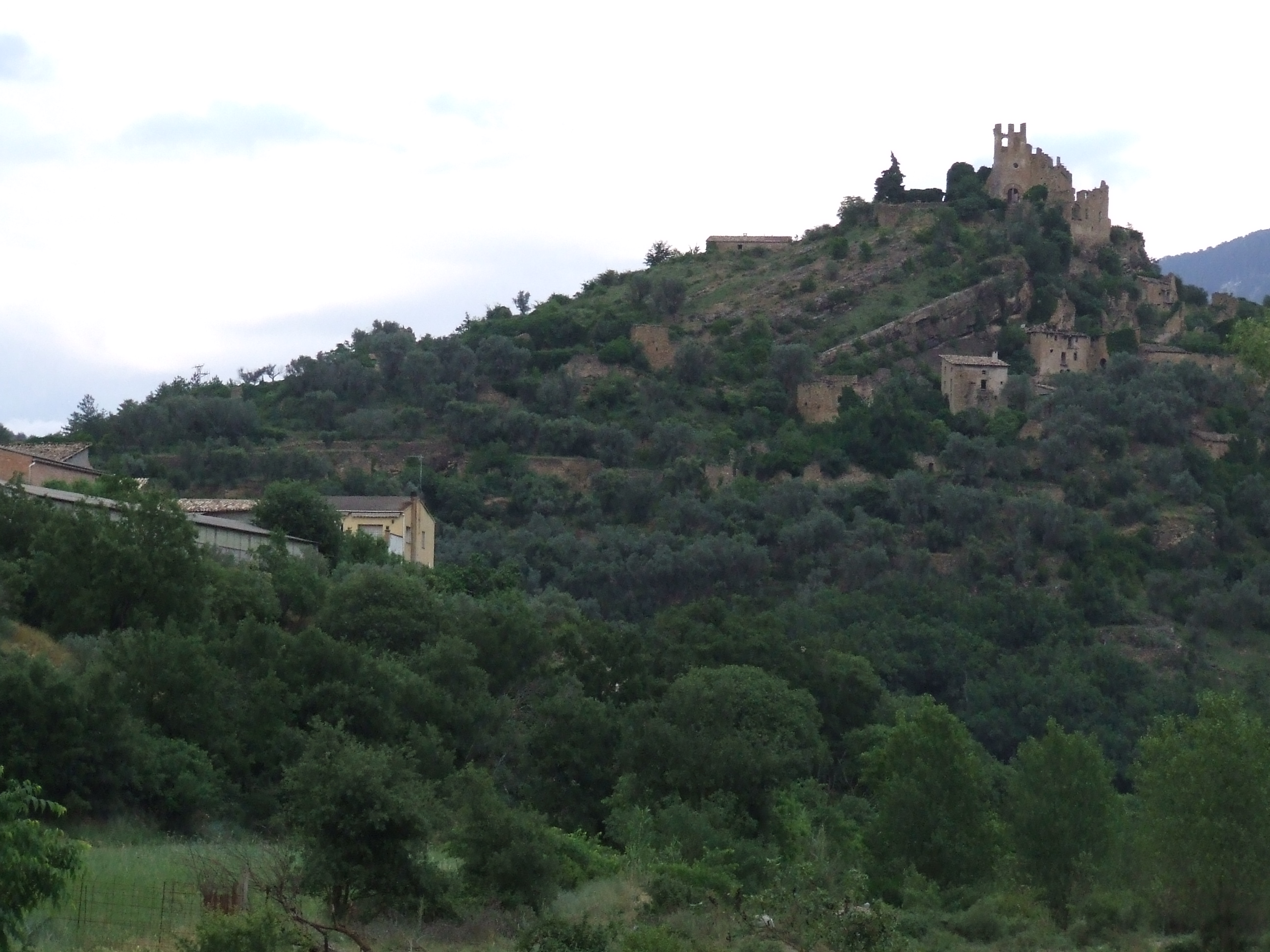
La villa vieja de Aramunt.

El antiguo municipio de Aramunt perdió su independencia municipal en 1969, cuando fue añadido al término municipal de Pallars Jussá. En 1994 el municipio denominado de este modo cambió su nombre por el actual, Conca de Dalt, ya que, al dividirse Cataluña en comarcas, el nombre del municipio se podría confundir con el de la comarca a la cual formaba parte. El término actualmente denominado Conca de Dalt se formó con la unión de los antiguos municipios de Aramunt, Claverol, Hortoneda de la Conca y Toralla y Serradell. El antiguo término de Aramunt, como la gran mayoría de ayuntamientos catalanes, se creó en 1812 con la implantación de los ayuntamientos modernos, fruto del despliegue de la Constitución de Cádiz. La villa de Aramunt era la cabeza de municipio mientras fue independiente. La villa vieja estaba situada sobre el cerro que se conoce con el nombre de Aramunt Vell. La villa nueva se formó a las Eras, a poniente y al plan de bajo el cerro dónde hubo la villa vieja. El antiguo término de Aramunt limitaba al sur con el antiguo término de Orcau, ahora del término municipal de Isona y Conca Dellá; en poniente, en Salàs de Pallars, al norte en Claverol, actualmente del mismo municipio de Conca de Dalt, y a levante con Hortoneda de la Conca, también del mismo término de Conca de Dalt.

## Geografía humana

### Demografía
| Gráfica de evolución demográfica de Aramunt entre 1842 y 1960 |
| |
| Población de derecho según los censos de población del INE Población de hecho según los censos de población del INEEntre el censo de 1970 y el anterior, este municipio desaparece porque se integra en el municipio 25161 (Pallars Jusá) |

## Las Eras

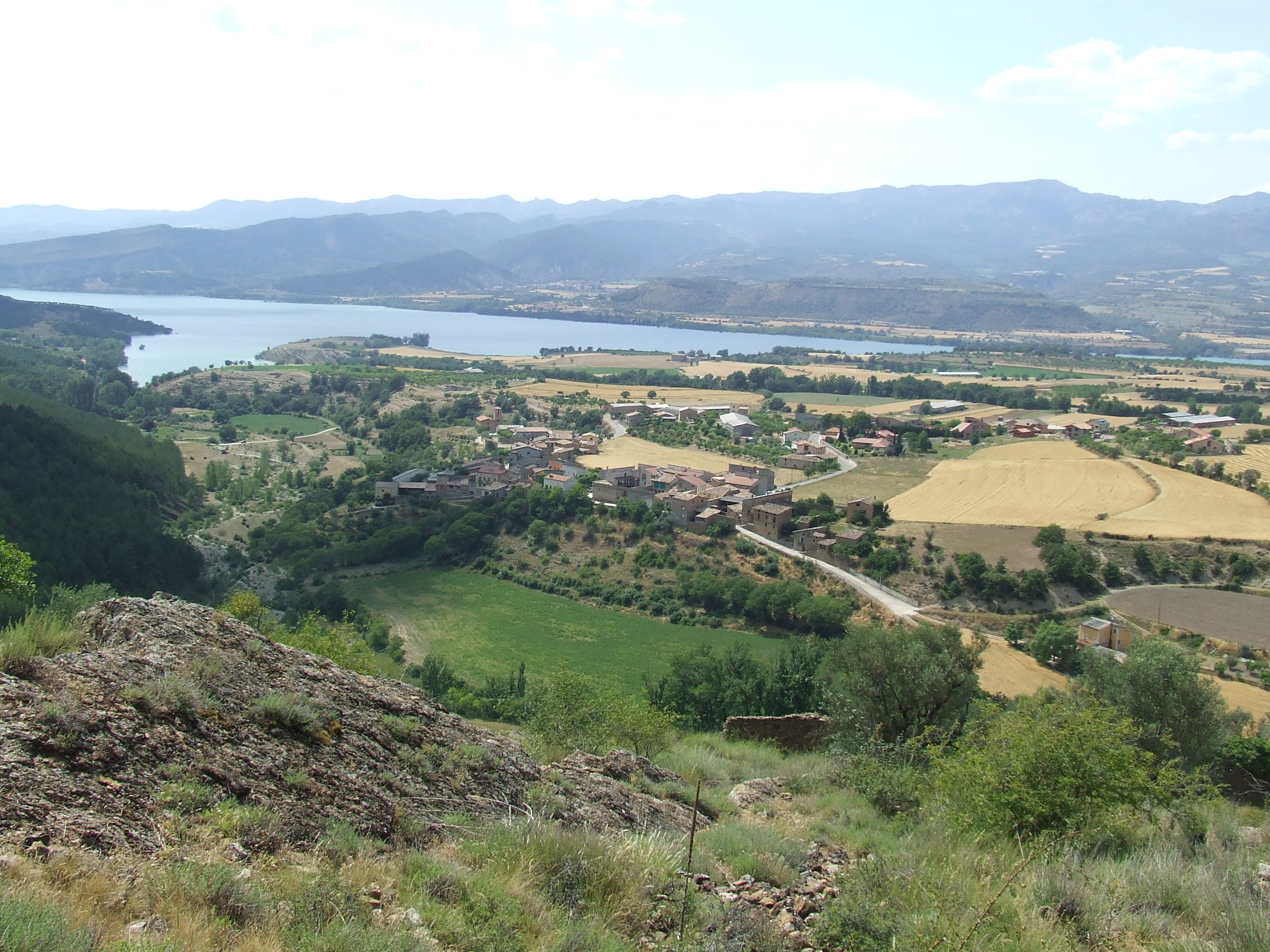
El antiguo arrabal de les Eres.

Delimitado al sur por el río de Carreu, al sureste por barranco de Miana y al norte por el barranco de los Clops, el pueblo se extiende en una pequeña sierra llamada Serrats, que es, de hecho, la cresta que hace de vertiente de aguas de los barrancos y río mencionados. 
El antiguo arrabal de Las Eras se ha convertido, en los últimos cincuenta años, el núcleo de población de Aramunt, al ser abandonada la villa vieja. Se extiende a sus pies, al noreste, en la llanura situada entre el cerro donde se encuentra Aramunt Vell (Aramunt Viejo) y el pantano de Sant Antoni. 
Está formado por una treintena de casas, con un restaurante y la actual iglesia parroquial dedicada a San Fructuoso, o Fruitós, (como la antigua, de Aramunt Viejo), repartidos en un trazado urbanístico irregular y que no parece obedecer a ningún tipo de planificación previa, a pesar de la modernidad del pueblo que, de hecho, aún ostenta el título de pueblo, aunque el estado actual de la localidad no lo aparenta. 
En las casas de payés integradas en el actual pueblo de Aramunt (Casa Toà y Casa Vicente), hay que añadir unas cuantas casas más diseminadas por el plan al noroeste del pueblo actual: la Borda de Queralt, la cabaña de Pedro, Casanova, Casa Montserrat, Cal Capuchino, la Borda de l'Andreu.

## Lugares de interés
- Iglesia de San Antonio de Aramunt
- Iglesia de San Fructuoso de Aramunt
- Ermita de San Cornelio de Aramunt
- Ermita de Santa María de Aramunt